# اتحاد فرانسه و روسیه

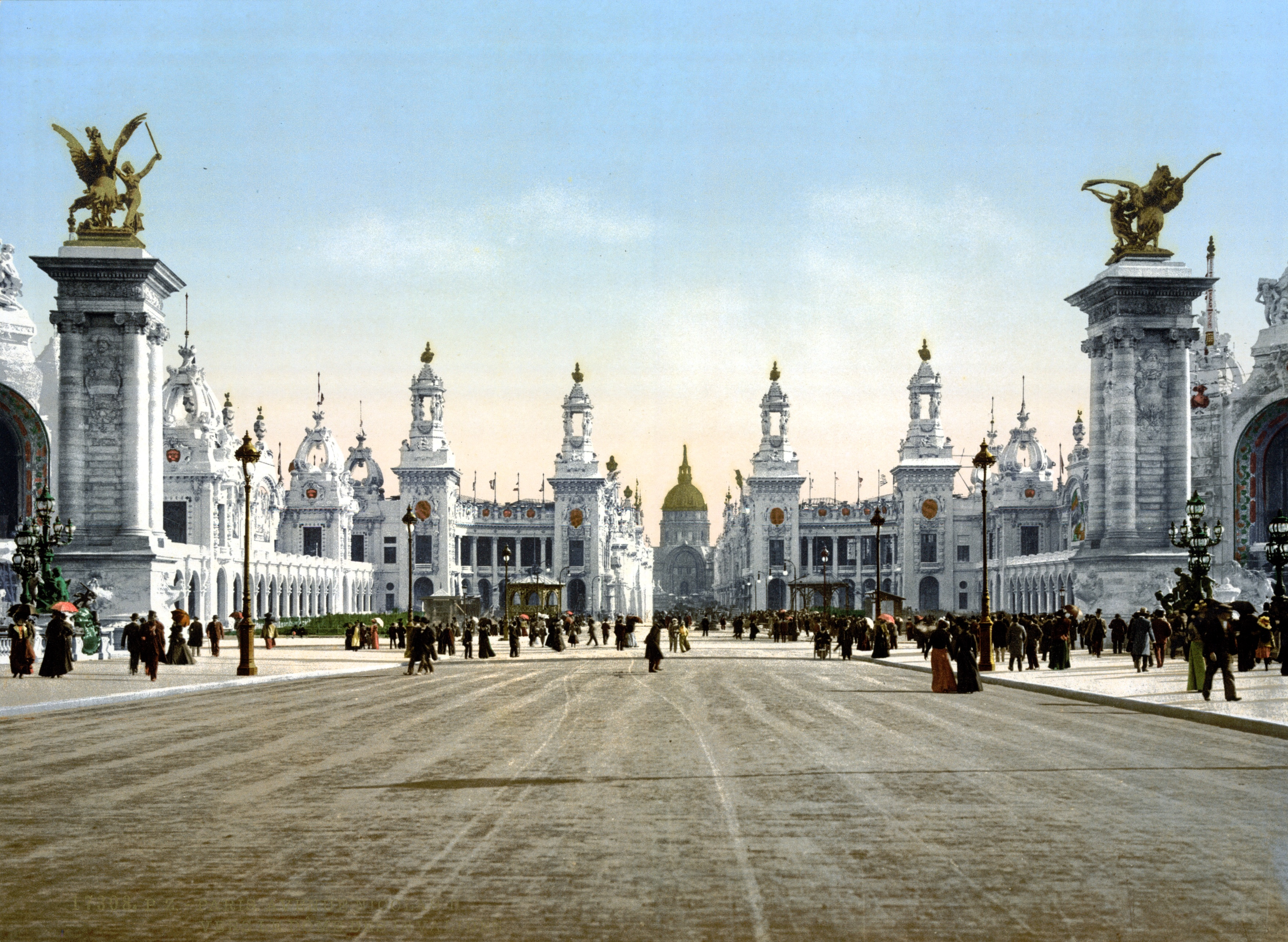
پل الکساندر سوم در پاریس و برج تثلیت سن پترزبورگ، دو نماد از اتحاد فرانسه و روسیه

اتحاد فرانسه و روسیه پیمانی نظامی میان جمهوری سوم فرانسه و امپراتوری روسیه از ۱۸۹۲ تا ۱۹۱۷ میلادی بود. این اتحاد که پس از برکناری بیسمارک از صدراعظمی آلمان و سقوط سیستم سوم بیسمارک امضا شد به انزوای بیست‌ساله سیاسی فرانسه در اروپا خاتمه بخشید و برتری و سیادت امپراتوری آلمان را به پایان برد. فرانسه تا انقلاب فوریه در ۱۹۱۷ شریک و متحد نظامی، سیاسی و اقتصادی روسیه باقی ماند.
اتحاد فرانسه و روسیه به همراه قرارداد سن پترزبورگ، باعث ایجاد اتفاق مثلث میان پادشاهی متحد بریتانیای کبیر و ایرلند، جمهوری سوم فرانسه و امپراتوری روسیه گردید.

## شکل‌گیری
پس از آنکه امپراتور آلمان، ویلهلم دوم، بیسمارک را از صدراعظمی برکنار کرد، اتریش-مجارستان که از زیر سایه وی رها شده بود دست به گسترش نفوذ خود در بالکان زد. این اقدام موجب نگرانی روسیه شد، چرا که این کشور خود را حامی ملت‌های مسیحی بالکان می‌دانست. از سوی دیگر ویلهلم دوم موافق سیاست تضمین اتحاد آلمان و روسیه در سیستم دیپلماسی بیسمارک که موجب انزوای فرانسه می‌شد نبود و آن را با روح اتحاد مثلث مغایر می‌دانست.
تزار روسیه علاقه‌ای به اتحاد با جمهوری فرانسه آزادی‌طلب نداشت، ولی پس از آنکه در جلب دوستی آلمان به نتیجه‌ای نرسید، به جانب فرانسه که پیشتر برای پیوند دوستی با روسیه اصرار داشت روی آورد و موجب به وجود آمدن موازنه‌ای جدید از قوا شد.

## کنوانسیون نظامی
در ۱۸ اوت ۱۸۹۲ کنوانسیونی نظامی به امضای دو کشور رسید که عبارت بود از:
- اگر فرانسه مورد حمله آلمان یا ایتالیا قرار گیرد، روسیه با نیروی ۸۰۰ هزار نفری به آلمان حمله خواهد کرد.
- اگر روسیه مورد حمله آلمان یا اتریش-مجارستان قرار گیرد، فرانسه با نیروی یک میلیون و ۳۰۰ هزار نفری به کمک روسیه خواهد شتافت.
- حتی آماده‌باش نسبی اتحاد مثلث آماده‌باش کامل متحدین را به دنبال خواهد داشت.
- دو متحد مادامی که اتحاد مثلث برقرار است نباید اتحادی با دشمن امضا کنند.
- مفاد این کنوانسیون محرمانه باقی بماند.[۱]

توافق روسیه و فرانسه تا ۱۸۹۶ محرمانه بود و از آن تاریخ، اروپا به دو اردوگاه اتحاد مثلث و اتحاد فرانسه-روسیه تقسیم شد.